# Ежова, Елена Игоревна
Елена Игоревна Ежо́ва (до 2001 — Кузьмина; р. 14 августа 1977, Мелитополь, Запорожская область, Украинская ССР) — российская волейболистка, либеро, 4-кратная чемпионка России, мастер спорта России.

## Биография
Волейболом Елена Кузьмина начала заниматься в 1983 году в мелитопольской ДЮСШ. Первый тренер — Лариса Николаевна Кузьмина (Чуприна) (мама Елены), выступавшая за одесский «Буревестник» и становившаяся в его составе чемпионкой СССР 1961, бронзовым призёром союзного первенства 1962, обладателем Кубка европейских чемпионов 1962. С 1992 года Елена Кузьмина играла за киевский спортивный интернат, а в 1996 была приглашена в московскую команду МГФСО, в составе которой через год дебютировала в суперлиге чемпионата России. В начале своей спортивной карьеры играла на позиции связующей, а после введения в 1999 году игровой функции либеро стала выступать в этом амплуа.
За МГФСО Елена Кузьмина (с 2001 — Ежова) играла до 2002 года, после чего перешла в белгородский «Университет» и в его составе впервые стала серебряным призёром чемпионата России. В 2003 вслед за своим супругом волейболистом Алексеем Ежовым, подписавшим контракт с казанским «Динамо-Таттрансгазом» (ныне — «Зенит»), переехала в Казань и стала выступать за «Казаночку», игравшую в высшей лиге «Б». Вместе с командой из столицы Татарстана за два сезона прошла путь до суперлиги, но, пропустив из-за рождения сына дебютный сезон «Казаночки» в элите российского женского волейбола 2005—2006, после декретного отпуска вернулась в Москву и затем на протяжении четырёх сезонов выступала за московское «Динамо», в составе которого дважды стала чемпионкой России и ещё дважды серебряным призёром российских первенств. С 2010 года играла за динамовские команды Краснодара, Казани и Москвы (вторично), новоуренгойский «Факел», а в 2014 уже в третий раз вернулась в Казань, где вновь подписала контракт с местным «Динамо». В 2015 в четвёртый раз за свою карьеру выиграла «золото» чемпионата России.
В январе 2016 года дебютировала в сборной России. На олимпийском отборочном турнире в столице Турции Анкаре приняла участие в одном матче российской национальной команды, в котором россиянки обыграли сборную Бельгии 3:0. В августе того же года участвовала в Олимпийских играх в Бразилии.

### Клубная карьера
- 1996—2002 —  МГФСО (Москва);
- 2002—2003 —  «Университет» (Белгород);
- 2003—2005 —  «Казаночка» (Казань);
- 2006—2010 —  «Динамо» (Москва);
- 2010—2011 —  «Динамо» (Краснодар);
- 2011—2012 —  «Динамо-Казань» (Казань);
- 2012—2013 —  «Динамо» (Москва);
- 2013—2014 —  «Факел» (Новый Уренгой);
- 2014—2018 —  «Динамо-Казань» (Казань);
- 2018—2019 —  «Динамо-Казань-УОР» (Казань).

## Достижения

### С клубами
- 4-кратная чемпионка России — 2007, 2009 («Динамо» Москва), 2012, 2015 («Динамо-Казань»).
  - 6-кратный серебряный призёр чемпионатов России — 2003 («Университет» Белгород), 2008, 2010, 2013 («Динамо» Москва), 2017, 2018 («Динамо-Казань»);
  - бронзовый призёр чемпионата России 2011 («Динамо» Краснодар);
- 3-кратный обладатель Кубка России — Кубка России 2009 («Динамо» Москва), 2016, 2017 («Динамо-Казань»);
  - 6-кратный серебряный призёр Кубка России — 2007, 2008 («Динамо» Москва), 2010 («Динамо» Краснодар), 2011 («Динамо-Казань»), 2012 («Динамо» Москва), 2015 («Динамо-Казань»);
  - бронзовый призёр Кубка России 2006 («Динамо» Москва);

- двукратный серебряный призёр Лиги чемпионов ЕКВ — 2007, 2009 («Динамо» Москва);
  - бронзовый призёр Лиги чемпионов ЕКВ 2012 («Динамо-Казань»);
- победитель розыгрыша Кубка ЕКВ 2017 («Динамо-Казань»);
  - серебряный призёр Кубка ЕКВ 2011 («Динамо» Краснодар).

### Со сборной России
- участница Олимпиады-2016;
- победитель европейского олимпийского отборочного турнира 2016;
- участница розыгрыша Гран-при-2016.